# Rottendorf Pharma
Die Rottendorf Pharma GmbH ist ein international tätiges pharmazeutisches Dienstleistungsunternehmen aus dem münsterländischen Ennigerloh, das an der Entwicklung, Herstellung und Verpackung fester Darreichungsformen bei Arzneimitteln arbeitet. Als CDMO (Contract Development and Manufacturing Organization) werden darüber hinaus Dienstleistungen im Bereich Analytik, Stabilitätsstudien, Klinikmusterherstellung sowie die Erstellung und Aktualisierung von Zulassungsdossiers angeboten. Rottendorf hat keine eigenen Produkte auf dem Markt.

## Geschichte
Rottendorf Pharma wurde 1928 als Familienunternehmen von dem Chemiekaufmann Andreas J. Rottendorf (1897–1971) in Berlin gegründet. Nachdem die Berliner Unternehmensstätte im Zweiten Weltkrieg durch Bombenangriffe vernichtet wurde, verlegte Rottendorf 1949 den Hauptsitz des Unternehmens in seinen Heimatort, das münsterländische Ennigerloh im Kreis Warendorf. In der Nachkriegszeit wuchs das Unternehmen.
1971 starb der Gründer Andreas J. Rottendorf; seine Frau Rose Rottendorf (1899–1981) führte den Betrieb danach noch vier Jahre weiter und brachte schließlich 1975 die Unternehmensanteile in eine gemeinnützige Stiftung ein. Nach einem Brand im Jahr 1993, bei dem ein Großteil der Gebäude beschädigt wurde, entstand bis 1996 ein neues Produktionsgebäude. 2002 wurde in Ennigerloh ein zweiter Standort für den Bereich Verpackung errichtet. 2009 fand der Bau eines neuen Entwicklungs- und Upscaling-Centers am Hauptsitz der Firma statt.
Zeitweise existierte im französischen Valenciennes die Tochterfirma Rottendorf Pharma SAS mit über 100 Mitarbeitenden, die aber in der Zeit vor 2020 aufgelöst wurde. 2011 wurde die Rottendorf Pharma Inc. in Chicago für den Markt in den Vereinigten Staaten gegründet, 2017 erfolgte der Umzug des amerikanischen Firmensitzes von Chicago nach Bozeman im Bundesstaat Montana.
2012 kaufte das Unternehmen in Ennigerloh das benachbarte Grundstück der St.-Ludgerus-Kirche und nutzte dieses nach Abriss der Kirche 2013 für eigene Zwecke. Das ehemalige Pfarrzentrum St. Ludgerus wurde zu einer Kantine für die Beschäftigten umgenutzt. 2021 wurden mehr als 45 Millionen Euro in den Bau einer neuen Verpackungshalle investiert, um eine gesteigerte Produktion von Arzneimitteln zu ermöglichen. Gleichzeitig sollten dadurch 100 neue Arbeitsplätze entstehen. Im Februar 2023 wurde die Verpackungshalle am Standort Fleigendahl in Ennigerloh fertiggestellt.

## Unternehmensstruktur
Die stiftungsgeführte Rottendorf Pharma GmbH aus Ennigerloh hat zwei Tochtergesellschaften, die Rottendorf Service GmbH mit Sitz in Ennigerloh und die Rottendorf Pharma, Inc. mit Sitz in Bozeman in den Vereinigten Staaten. Das leitende Management des Unternehmens besteht aus Christine Beck, die für den operativen Bereich zuständig ist, Marco Niemann, der für den kaufmännischen Bereich zuständig ist, und Erich Scheibner, der den Bereich Vertrieb & Marketing verantwortet.
Das Unternehmen wurde 1975 nach dem Wunsch des Unternehmerehepaars Rottendorf in die von ihnen gegründete gemeinnützige Rottendorf-Stiftung eingebracht. Der Stiftung gehören seitdem 100 % der Anteile an der Rottendorf Pharma GmbH. Stand 2024 besteht der Stiftungsvorstand aus den Juristen Hermann-Ulrich Viskorf und Lilian Klewitz-Haas sowie dem Jesuitenpater Gangolf Schüßler.

### Unternehmenskennzahlen
Zwischen 1997 und 2005 steigerten sich Umsatz und Mitarbeiterzahl von 18 Millionen Euro bei 215 Mitarbeitenden auf 62 Millionen Euro mit 570 Mitarbeitenden. Ende 2008 wurden 654 Personen beschäftigt und ein Umsatz von etwa 77 Millionen Euro erzielt. In den Jahren 2009 und 2010, in der Folge der Weltfinanzkrise 2007–2008, sank der Umsatz auf 62 Millionen Euro bzw. 67 Millionen Euro. 2011 konnte die Rottendorf Pharma GmbH ihren Umsatz wieder auf 74 Millionen Euro erhöhen. Im Verlaufe der folgenden zehn Jahre fand eine Verdoppelung des Unternehmensumsatzes auf über 181 Millionen Euro im Jahr 2021 statt, die Mitarbeiterzahl war auf über 1000 Personen angestiegen. 2022 überstieg der Umsatz mit 227,4 Millionen Euro erstmals die Marke von 200 Millionen.

## Produkte
Rottendorf Pharma stellt feste Darreichungsformen von Arzneimitteln her. Dabei ist das Unternehmen in den Bereichen Herstellung, Verpackung und Formulierungsentwicklung tätig, auch Transfer- und Analysedienstleistungen werden angeboten. Rottendorf Pharma vermarktet keine Eigenprodukte, sondern stellt im Kundenauftrag Produkte her.

## Engagement
Als Ziele der Rottendorf-Stiftung wurden unter anderem die Förderung junger Wissenschaftler der Pharmazie sowie sozialer und religiöser Projekte festgelegt. Seit 1983 wird das sogenannte Rottendorf-Projekt an der Hochschule für Philosophie München gefördert, das sich soziologischen und philosophischen Fragestellungen widmet und in dessen Rahmen auch der Alfred-Delp-Preis verliehen wird. Auch unterstützt die Rottendorf-Stiftung die Arzneimittelversorgung in der Dritten Welt. Der Unternehmensgründer Andreas Rottendorf, der zugleich niederdeutscher Schriftsteller war, begründete bereits 1963 den Rottendorf-Preis, der mittlerweile von der Rottendorf-Stiftung vergeben wird. Er wird im jährlichen Wechsel für Verdienste um die niederdeutsche Sprache und Literatur beziehungsweise für Verdienste in der Pharmazie oder Pharmakologie vergeben.  Darüber hinaus unterstützt Rottendorf Pharma Kinderhilfsprojekte wie die „Aktion Kleiner Prinz“, die „Enniger hilft Kindern“ oder das Lummerland Kinderkurzzeitwohnen.